# Gongora bufonia
Gongora bufonia là một loài lan.